# Torskemund (Cymbalaria)
 For alternative betydninger, se Torskemund. (Se også artikler, som begynder med Torskemund)
Torskemund (Cymbalaria) er en slægt med ca. 10 arter, som er naturligt udbredt i det sydlige og sydvestlige Europa. Det er flerårige, urteagtige planter med lange, klatrende eller hængende skud. Bladene er spredtstillede og runde til hjerteformede. Blomsterne er 5-tallige og uregelmæssige (kun én symmetriakse) med blomsterspore. Frugterne er 3-klappede kapsler med mange frø.
| Beskrevne arter |

- Vedbend-Torskemund (Cymbalaria muralis)

| Andre arter |

- Cymbalaria aequitriloba